# Girolamo De Michele
Girolamo De Michele (Taranto, 6 settembre 1961) è uno scrittore italiano.

## Biografia
Tarantino di nascita ma emiliano d'adozione, insegnante presso il Liceo Ariosto di Ferrara, a partire da Tre uomini paradossali 2004 ha pubblicato diversi romanzi per le case editrici Einaudi, Rizzoli e Alegre. È autore inoltre di numerosi saggi di filosofia Gilles Deleuze.Una piccola officina di concetti 1998, Tiri mancini: Walter Benjamin e la critica italiana 2000, Felicità e storia 2001, Filosofia: corso di sopravvivenza 2011 e di un saggio sulla scuola La scuola è di tutti. Ripensarla, costruirla, difenderla 2010. 
È stato curatore della biografia di Toni Negri. Pubblica articoli su Il manifesto ed Euronomade, per anni è stato uno dei redattori di Carmilla on line.

## Opere
Narrativa:
- Tre uomini paradossali, 2004, Einaudi ISBN 978-88-0616-750-9
- Scirocco, 2005, Einaudi, ISBN 978-88-0616-751-6
- La visione del cieco, 2008, Einaudi ISBN 978-88-0619-177-1
- Con la faccia di cera, 2008, Edizioni ambiente ISBN 978-88-8901-492-9
- Le cose innominabili, 2019, Rizzoli ISBN 978-88-1714-089-8
- Lo scacchista del diavolo, 2023, Alegre ISBN 978-88-3206-753-8

Saggistica:
- Gilles Deleuze.Una piccola officina di concetti, 1998, Vallecchi editore ISBN 978-88-8252-070-0
- Tiri mancini: Walter Benjamin e la critica italiana, 2000, Mimesis ISBN 978-88-8723-160-1
- Felicità e storia, 2001, Quodlibet ISBN 978-88-8657-094-7
- La scuola è di tutti. Ripensarla, costruirla, difenderla, 2010, Minimum fax ISBN 978-88-7521-271-1
- Filosofia: corso di sopravvivenza, 2011, Ponte alle grazie ISBN 978-88-6220-141-4
- Sorci verdi, 2011, Edizioni Alegre, ISBN 978-88-89772-64-5 (contributo)
- If the kids are united. Musica e politica tra i Sessanta e gli Ottanta, 2017, Manifestolibri

Curatore:
- Toni Negri, Storia di un comunista, 2015, Firenze, Ponte alle Grazie, ISBN 9788868332204
- Toni Negri, Galera ed esilio. Storia di un comunista, 2018, Firenze, Ponte alle Grazie, ISBN 9788868338008
- Toni Negri, Da Genova a domani. Storia di un comunista, 2020, Firenze, Ponte alle Grazie, ISBN 9788868338015